# 比阿汀斯·廷斯利
比阿汀斯·廷斯利（Beatrice Tinsley，1941年1月27日—1981年3月23日）是一位出生於英國的紐西蘭天文學家和宇宙學家，也是耶魯大學第一位女性天文學教授，她的研究為天文學界對星系如何演化、成長和死亡的理解做出了根本性的貢獻。

## 生平
1974年，她獲得了美國天文學會的安妮·坎農天文學獎，該獎項旨在表彰她“作為博士後女研究員的傑出研究和未來研究的前景”，以表彰她在星系演化方面的工作。
1977年，比阿汀斯·廷斯利與耶魯大學的理查德·拉爾森組織了一場關於「星系和恆星群的演化」的會議。
1978年，比阿汀斯·廷斯利成為耶魯大學第一位女性天文學教授。她去世前十天提交給《天文物理學雜誌》的最後一篇科學論文於同年11月未經修改地發表。
1981年3月23日，比阿汀斯·廷斯利因黑色素瘤去世。她的骨灰被安葬在康乃狄克州紐黑文的格羅夫街公墓，該公墓被耶魯大學校園環繞。

## 榮譽
1986年，美國天文學會設立了比阿汀斯·廷斯利獎，旨在表彰「對天文學或天體物理學做出的傑出研究貢獻，以及具有非凡的創造性或創新性的研究」。 這是美國科學學會設立的唯一專門表揚女性科學家的重大獎項，該獎項不限制候選人的國籍或居住國。
1981年，特卡波附近的約翰山坎特伯雷大學天文台發現的主帶小行星3087以比阿汀斯·廷斯利的名字命名。
2010年12月，紐西蘭地理委員會將峽灣地區開普勒山脈（以天文學家約翰尼斯·開普勒命名）中的一座山峰命名為廷斯利山。

## 備註
1. ↑  The editor's note: "Deceased on 1981 March 23, thus ending prematurely a distinguished career. The text of this last paper was not revised, although Michele Kaufman kindly added some clarifying definitions and comments."